# 横山由依（AKB48）がはんなり巡る 京都・美の音色
『横山由依（AKB48）がはんなり巡る 京都・いろどり日記』（よこやまゆい〈エーケービーフォーティーエイト〉がはんなりめぐる きょうといろどりにっき）は、2013年7月17日から2020年12月13日まで関西テレビで放送されていた情報旅番組。2012年7月18日から2013年6月19日までは『横山由依（AKB48）がはんなり巡る 京都・美の音色』（ - きょうと・びのねいろ）というタイトルだった。

## 概要
AKB48の横山由依が、自身の故郷である京都の伝統文化などを紹介していく、横山にとって初の冠番組である。
2014年7月23日に北原里英（AKB48）をゲストに迎えて以来、AKB48のメンバーが当番組にゲストとして度々出演している。

## 放送内容

### 京都・美の音色
| #  | 放送日         | 放送時間（JST） | サブタイトル                   |
| -- | -------------- | --------------- | ------------------------------ |
| 1  | 2012年7月19日  | 3:23 - 4:23     | 西陣・機織りの音               |
| 2  | 2012年8月23日  | 3:03 - 4:03     | 京都・夏の涼を呼ぶ音           |
| 3  | 2012年9月20日  | 2:33 - 3:33     | 祇園・花街の優美な音色         |
| 4  | 2012年10月18日 | 2:28 - 3:28     | 名刹で聞こえる癒しの音色       |
| 5  | 2012年11月22日 | 2:28 - 3:28     | 平安王朝の雅な音色・雅楽       |
| 6  | 2012年12月20日 | 2:28 - 3:28     | 酒どころ・伏見の音色           |
| 7  | 2013年1月24日  | 2:29 - 3:29     | 伝統を守る食の音色             |
| 8  | 2013年2月21日  | 2:28 - 3:30     | 太秦・詠歌の町に響く音色       |
| 9  | 2013年3月21日  | 2:28 - 3:30     | 古都に響く鉄道の音色           |
| 10 | 2013年4月18日  | 2:28 - 3:28     | 豊な水が流れる古都の音色       |
| 11 | 2013年5月23日  | 1:58 - 2:58     | お茶の里・宇治から聞こえる音色 |
| 12 | 2013年6月20日  | 2:13 - 3:13     | 京都の職人が生み出す音色       |

### 京都・いろどり日記
| #   | 放送日         | 放送時間（JST） | サブタイトル                                                      | ゲスト     |
| --- | -------------- | --------------- | ----------------------------------------------------------------- | ---------- |
| 1   | 2013年7月18日  | 2:13 - 3:13     | 京の夏の色                                                        | -          |
| 2   | 2013年8月22日  | 2:08 - 3:08     | 大原の里で見つけた京の色                                          | -          |
| 3   | 2013年9月19日  | 1:58 - 2:58     | 手仕事から生まれる京の色                                          | -          |
| 4   | 2013年10月17日 | 1:58 - 2:58     | 京都で見つけた秋の色                                              | -          |
| 5   | 2013年11月21日 | 1:58 - 2:58     | 山粧(よそお)う京の色                                              | -          |
| 6   | 2013年12月19日 | 2:38 - 3:37     | 寒い冬にほっこりする京の料理の色                                  | -          |
| 7   | 2014年1月16日  | 1:58 - 2:58     | 京のオイナリさまの色                                              | -          |
| 8   | 2014年2月20日  | 2:08 - 3:08     | 京町家 暮らしに息づく色                                           | -          |
| 9   | 2014年3月20日  | 1:58 - 2:58     | レトロ五条                                                        | -          |
| 10  | 2014年4月24日  | 1:58 - 2:58     | 桜咲き誇るかやぶきの里                                            | -          |
| 11  | 2014年5月22日  | 1:58 - 2:58     | 京の奥座敷 新緑の鞍馬・貴船                                       | -          |
| 12  | 2014年6月12日  | 2:08 - 3:07     | 京のアンティーク散歩                                              | -          |
| 13  | 2014年7月24日  | 1:58 - 3:25     | ゆいはん&きたりえ 祇園祭真っ只中の京都二人旅                      | 北原里英   |
| 14  | 2014年8月14日  | 2:18 - 3:18     | 北野天満宮・上七軒で見つけた夏の色                                | -          |
| 15  | 2014年9月18日  | 1:58 - 2:58     | 謎の京都ラーメンを探す旅                                          | -          |
| 16  | 2014年10月23日 | 1:58 - 2:58     | 京丹波で秋の味覚三昧                                              | -          |
| 17  | 2014年11月20日 | 1:58 - 2:58     | 秋の京都でアート散歩                                              | -          |
| 18  | 2014年12月18日 | 1:58 - 2:58     | 海と共に暮らす京の人々                                            | -          |
| 19  | 2015年1月22日  | 1:59 - 2:59     | 京の新春 ご利益さんぽ                                             | -          |
| 20  | 2015年2月19日  | 1:58 - 2:58     | 京都人は鶏肉好き                                                  | -          |
| 21  | 2015年3月19日  | 1:58 - 2:58     | 平安貴族の別荘地・宇治                                            | -          |
| 22  | 2015年4月23日  | 1:55 - 3:20     | ゆいはんと川栄 春爛漫の嵐山二人旅                                 | 川栄李奈   |
| 23  | 2015年5月21日  | 1:55 - 2:55     | “日本一”のたけのこを求めて                                        | -          |
| 24  | 2015年6月18日  | 2:25 - 3:25     | 京の食堂                                                          | -          |
| 25  | 2015年7月23日  | 1:55 - 2:55     | 京の涼を探して                                                    | -          |
| 26  | 2015年8月20日  | 2:05 - 3:05     | 京のお盆                                                          | -          |
| 27  | 2015年9月17日  | 2:10 - 3:10     | 京都・亀岡 明智光秀公ゆかりの地めぐり～時は今あめが下しる五月哉～ | -          |
| 28  | 2015年10月15日 | 2:06 - 3:04     | 古都の路地散歩                                                    | -          |
| 29  | 2015年11月19日 | 1:55 - 3:22     | ゆいはん＆あんにん 秋の京都やましろ2人旅                          | 入山杏奈   |
| 30  | 2015年12月17日 | 1:55 - 2:55     | 一年の締めくくり                                                  | -          |
| 31  | 2016年1月21日  | 2:10 - 3:10     | 京都で縁起のええもん巡り                                          | -          |
| 32  | 2016年2月18日  | 2:10 - 3:10     | 温故知新～故きを温ね新しきを知る～                                | -          |
| 33  | 2016年3月24日  | 2:05 - 3:05     | ゆいはん&こじまこ 二人でめぐる京の春旅                            | 小嶋真子   |
| 34  | 2016年4月21日  | 1:55 - 2:55     | 桜満開の京都 哲学の道を歩きながら思うこと                         | -          |
| 35  | 2016年5月19日  | 1:55 - 2:55     | 五月晴れの京をゆく                                                | -          |
| 36  | 2016年6月23日  | 2:05 - 3:05     | 平家落人の里 新緑の花脊                                           | -          |
| 37  | 2016年7月21日  | 2:00 - 3:00     | 日差し夏めく京の街                                                | -          |
| 38  | 2016年8月18日  | 2:05 - 3:05     | 怖くて涼しい京都 六道の辻は冥界の入口                             | -          |
| 39  | 2016年9月22日  | 1:55 - 2:55     | 天空の竜宮城                                                      | -          |
| 40  | 2016年10月20日 | 1:55 - 2:55     | 海の京都・舞鶴 時を刻むハイカラな港町                             | -          |
| 41  | 2016年11月24日 | 1:55 - 2:55     | 秋の京グルメはとってもおいしおす                                  | -          |
| 42  | 2016年12月22日 | 2:05 - 3:05     | 横山姫、京を守るための修行でござるの巻                            | -          |
| 43  | 2017年1月19日  | 1:55 - 2:55     | 謎の京都ラーメンを探す旅 その弐                                   | -          |
| 44  | 2017年2月23日  | 1:56 - 2:56     | 霧と雪に包まれる町 京丹波                                         | -          |
| 45  | 2017年3月23日  | 1:55 - 2:55     | 京の幸せ朝ごはんを探して                                          | -          |
| 46  | 2017年4月20日  | 1:55 - 2:55     | 春の京都でレトロ散歩                                              | -          |
| 47  | 2017年5月18日  | 1:55 - 2:55     | 色とりどりの京もよう                                              | -          |
| 48  | 2017年6月22日  | 1:55 - 2:55     | 蒸し暑い夏こそ、京都中華三昧                                      | -          |
| 49  | 2017年7月20日  | 1:55 - 2:55     | 京の夏 ひんやり納涼床                                             | -          |
| 50  | 2017年8月24日  | 1:55 - 2:55     | 左京区を上ル下ル                                                  | -          |
| 51  | 2017年9月21日  | 1:55 - 2:55     | 京を守る！あつ～いお仕事                                          | -          |
| 52  | 2017年10月19日 | 1:55 - 2:55     | 山本彩（NMB48）と大阪をこってりめぐりまっせSP                     | 山本彩     |
| 53  | 2017年11月23日 | 1:55 - 2:55     | ゆいはん＆あんにん お茶の京都で茶いくる                           | 入山杏奈   |
| 54  | 2017年12月21日 | 2:05 - 3:05     | 京のオンリーワン企業                                              | -          |
| 55  | 2018年1月18日  | 2:05 - 3:05     | カラフルな京の色を探して                                          | -          |
| 56  | 2018年2月22日  | 2:00 - 3:00     | 如月の京畑から旬をお届け                                          | -          |
| 57  | 2018年3月29日  | 1:55 - 2:55     | 学生の街 京の若人                                                 | -          |
| 58  | 2018年4月19日  | 2:05 - 3:05     | はんなりギロリの頼子さん ドラマロケ地をブラ歩き                   | 中尾暢樹   |
| 59  | 2018年5月24日  | 2:05 - 3:05     | 京の穴場で癒しの休日                                              | -          |
| 60  | 2018年6月21日  | 2:00 - 3:00     | 美を追求する京の企業                                              | -          |
| 61  | 2018年7月19日  | 1:55 - 2:55     | 緑あふれる自然に包まれた人気スポット                              | -          |
| 62  | 2018年8月23日  | 1:55 - 2:55     | 夏バテを癒す！京の元気食! &パワースポット                         | -          |
| 63  | 2018年9月20日  | 1:55 - 2:55     | 京都の新アートスポット巡り                                        | -          |
| 64  | 2018年10月18日 | 1:55 - 2:55     | 京のおへそ？秋の南丹 隠れスポットへ                               | -          |
| 65  | 2018年11月22日 | 1:55 - 2:55     | 幻のアート祭 恋する恭仁京                                         | -          |
| 66  | 2018年12月20日 | 2:05 - 3:05     | 外国人が大注目！タイムスリップKYOTO                               | -          |
| 67  | 2019年1月24日  | 1:56 - 2:56     | 京都の亥を探して上ガル下ル                                        | -          |
| 68  | 2019年2月21日  | 1:55 - 2:55     | 一度は行きたい、京で湯めぐり                                      | -          |
| 69  | 2019年3月21日  | 1:55 - 2:55     | 京都の路地をゆいはんが上ル下ル                                    | -          |
| 70  | 2019年4月18日  | 1:55 - 2:55     | 京都パンものがたり                                                | -          |
| 71  | 2019年5月23日  | 2:05 - 3:05     | 新緑の京北で自然と暮らす人たち                                    | -          |
| 72  | 2019年6月20日  | 1:55 - 2:55     | 京の水ものがたり                                                  | -          |
| 73  | 2019年7月18日  | 1:55 - 2:55     | レトロでモダンな海の京都へ                                        | -          |
| 74  | 2019年8月22日  | 2:05 - 3:05     | 森の京で非日常体験                                                | -          |
| 75  | 2019年9月19日  | 2:05 - 3:02     | 残暑を乗り切れ!“京都中華”今昔物語                                 | -          |
| 76  | 2019年10月24日 | 1:55 - 2:55     | 令和の秋 新旧の歴史を感じる御所周辺をぶらり                       | -          |
| 77  | 2019年11月21日 | 1:55 - 2:55     | 晩秋の京都 わざわざ行きたい!穴場の紅葉スポット                    | -          |
| 78  | 2019年12月19日 | 2:35 - 3:35     | 冬の京丹後 幻の味覚 黒アワビと間人ガニを求めて                    | -          |
| 79  | 2020年1月22日  | 1:55 - 2:55     | 京都で人気の縁起のええもんを探して                                | -          |
| 80  | 2020年2月19日  | 1:55 - 2:55     | 幻の京の食材で究極のすき焼き                                      | -          |
| 81  | 2020年3月18日  | 1:55 - 2:55     | 光秀が築いた福を知る城下町へ                                      | -          |
| 82  | 2020年4月5日   | 6:30 - 7:00     | 隠れた桜の名所 吉田山                                             | -          |
| 83  | 2020年4月12日  | 6:30 - 7:00     | 隠れた桜の名所 松ヶ崎疎水                                         | -          |
| 84  | 2020年5月3日   | 6:30 - 7:00     | 古都の伝統の味と香り                                              | -          |
| 85  | 2020年5月10日  | 6:30 - 7:00     | 御所南エリアをめぐる                                              | -          |
| 86  | 2020年6月7日   | 6:30 - 7:00     | 平安神宮周辺をめぐる                                              | -          |
| 87  | 2020年6月14日  | 6:30 - 7:00     | 花躍らせる 京の花結い師                                           | -          |
| 88  | 2020年7月5日   | 6:30 - 7:00     | 京に包まれた最新スタジアム                                        | -          |
| 89  | 2020年7月12日  | 6:30 - 7:00     | 山鉾にこめられた思い 祇園祭の装飾品                               | -          |
| 90  | 2020年8月2日   | 6:30 - 7:00     | 京都を照らす新しい明かり                                          | -          |
| 91  | 2020年8月9日   | 6:30 - 7:00     | 今 京都で人気の極彩色アーティスト                                 | だるま商店 |
| 92  | 2020年9月6日   | 6:30 - 7:00     | 世界遺産 二条城の謎めぐり                                         | -          |
| 93  | 2020年9月13日  | 6:30 - 7:00     | 残暑を楽しむ KYOTO NEW SWEETS                                     | -          |
| 94  | 2020年10月4日  | 6:30 - 7:00     | 京の山に魅せられたご夫婦                                          | -          |
| 95  | 2020年10月11日 | 6:30 - 7:00     | 京都水族館で夜の京旅                                              | -          |
| 96  | 2020年11月1日  | 6:30 - 7:00     | 日本で唯一の京の職人                                              | -          |
| 97  | 2020年11月8日  | 6:30 - 7:00     | 左京区岩倉の秘密基地                                              | -          |
| 98  | 2020年12月6日  | 6:30 - 7:00     | 心惹かれるままに紅葉の京都を散策                                  | -          |
| 99  | 2020年12月13日 | 6:30 - 7:00     | 錦秋の終わりに見た 京の宝物（最終回）                             | -          |
| 100 | 2021年12月26日 | 2:10 - 2:40     | 卒業スペシャル                                                    | 川栄李奈   |

## スタッフ
- ナレーション：林弘典（関西テレビアナウンサー）
- 撮影：筆野泰信
- 編集：渡辺裕也 ・大坂菜朋（チョコフィルム）
- MA：猪奥誠喜
- 音効：右見嘉英（SOUND-K）
- 演出：山口博之（オフィスXXL）・山下桂介
- プロデューサー：東野和全（KTV）
- プロデューサー：林絵理（KTV）
- 宣伝：大西千絵
- 制作著作: 関西テレビ[注釈 6]

### 過去のスタッフ
- 構成：伊藤友一
- 宣伝：羽藤ゆかり
- 演出：山口博之（東通企画）
- プロデューサー：堀和彦（KTV）須々木享（東通企画）

## 関連商品
| リリース日     | タイトル                                                                                  | 品番      | 販売形態 | 封入特典                                                     | 収録内容                                           | ゲスト   |
| -------------- | ----------------------------------------------------------------------------------------- | --------- | -------- | ------------------------------------------------------------ | -------------------------------------------------- | -------- |
| 2017年9月13日  | 横山由依（AKB48）がはんなり巡る 京都いろどり日記 第1巻 「京都の名所 見とくれやす」編      | SSBX-2382 | DVD      | オリジナルブックレット （ロケオフショット+スポット情報収録） | 第2,13,21,39回 +特典映像「ゆいはんのお盆休み」     | -        |
| 2017年9月13日  | 横山由依（AKB48）がはんなり巡る 京都いろどり日記 第1巻 「京都の名所 見とくれやす」編      | SSXX-22   | Blu-ray  | オリジナルブックレット （ロケオフショット+スポット情報収録） | 第2,13,21,39回 +特典映像「ゆいはんのお盆休み」     | -        |
| 2018年1月17日  | 横山由依（AKB48）がはんなり巡る 京都いろどり日記 第2巻 「京都の絶景 見とくれやす」編      | SSBX-2383 | DVD      | オリジナルブックレット （ロケオフショット+スポット情報収録） | 第7,18,29,44回 +特典映像「ゆいはんの夜さんぽ」     | 入山杏奈 |
| 2018年1月17日  | 横山由依（AKB48）がはんなり巡る 京都いろどり日記 第2巻 「京都の絶景 見とくれやす」編      | SSXX-23   | Blu-ray  | オリジナルブックレット （ロケオフショット+スポット情報収録） | 第7,18,29,44回 +特典映像「ゆいはんの夜さんぽ」     | 入山杏奈 |
| 2018年3月28日  | 横山由依（AKB48）がはんなり巡る 京都いろどり日記 第3巻 「京都の春は美しおす」編           | SSBX-2384 | DVD      | オリジナルブックレット （ロケオフショット+スポット情報収録） | 第10,11,22,34回 +特典映像「ゆいはんの猫さがし」    | 川栄李奈 |
| 2018年3月28日  | 横山由依（AKB48）がはんなり巡る 京都いろどり日記 第3巻 「京都の春は美しおす」編           | SSXX-24   | Blu-ray  | オリジナルブックレット （ロケオフショット+スポット情報収録） | 第10,11,22,34回 +特典映像「ゆいはんの猫さがし」    | 川栄李奈 |
| 2018年10月31日 | 横山由依（AKB48）がはんなり巡る 京都いろどり日記 第4巻 「美味しいものをよばれましょう」編 | SSBX-2387 | DVD      | オリジナルブックレット （ロケオフショット+スポット情報収録） | 第1,20,23,52回 +特典映像「ゆいはんのSUPヨガ」      | 山本彩   |
| 2018年10月31日 | 横山由依（AKB48）がはんなり巡る 京都いろどり日記 第4巻 「美味しいものをよばれましょう」編 | SSXX-27   | Blu-ray  | オリジナルブックレット （ロケオフショット+スポット情報収録） | 第1,20,23,52回 +特典映像「ゆいはんのSUPヨガ」      | 山本彩   |
| 2019年2月6日   | 横山由依(AKB48)がはんなり巡る 京都いろどり日記 第5巻 「京の伝統見とくれやす」編           | SSBX-2388 | DVD      | オリジナルブックレット （ロケオフショット+スポット情報収録） | 第3,19,31,33回 +特典映像「ゆいはんのボルダリング」 | 小嶋真子 |
| 2019年2月6日   | 横山由依(AKB48)がはんなり巡る 京都いろどり日記 第5巻 「京の伝統見とくれやす」編           | SSXX-28   | Blu-ray  | オリジナルブックレット （ロケオフショット+スポット情報収録） | 第3,19,31,33回 +特典映像「ゆいはんのボルダリング」 | 小嶋真子 |

発売元：関西テレビ放送 販売元：ソニー・ミュージックマーケティング

## 遅れネット局
| 放送局       | 放送曜日と時間 | 放送日遅れ          | 備考 |
| ------------ | -------------- | ------------------- | ---- |
| BSフジ       | 日曜日午後     | 2016年3月で打ち切り |      |
| テレビ新広島 |                | 3か月               |      |